# 柴田・西森のぼちぼち金曜日
『柴田・西森のぼちぼち金曜日!』（しばた・にしもりのぼちぼちきんようび）は朝日放送ラジオ（ABCラジオ）で2020年10月9日から2021年3月26日まで毎週金曜日の夕方（15:30以降）に放送されたの生ワイド番組。略称はぼち金（ぼちきん）。
2020年10月2日まで毎週金曜日の午前中（9:00 - 12:00）に放送されていた『柴田・西森のゆかいな金曜日!』の後継番組で、 柴田博（朝日放送テレビアナウンサー）と西森洋一（モンスターエンジン）が引き続きパーソナリティを務める。

## 概要
ABCラジオでは2019年の4月改編から、『喜多・西森のゆかいな金曜日!』という生ワイド番組を毎週金曜日の9:00 - 12:00に放送していた。もっとも、パーソナリティの1人であった喜多ゆかり（柴田の後輩アナウンサー）が、第二子の懐妊（後に出産）に伴って同年11月から産前産後休暇を取得（後に出産）。このため、10月18日放送分から柴田を喜多の代役に立てたうえで、『柴田・西森のゆかいな金曜日!』として2020年10月2日まで放送を続けた。
その一方で、ABCラジオでは2020年の10月改編で、平日に自社制作で放送する生ワイド番組を大幅に変更。『ゆかいな金曜日!』に加えて『武田和歌子のぴたっと。』（月 - 木曜夕方）『浦川泰幸の金曜はウラから失礼』（金曜夕方）を終了させたうえで、『ウラのウラまで浦川です』（『金曜はウラから失礼』の後継番組）を『ぴたっと。』の放送枠に充てたほか、『ゆかいな金曜日!』の放送枠で『横山太一のピカイチ☆ブランチ!』を新たに編成した。このような改編に伴って、『ゆかいな金曜日!』を改題したうえで、『金曜はウラから失礼』の放送枠を引き継いだのが当番組である。
当番組では、「ぼちぼち」という言葉をコンセプトに、柴田と西森が「等身大のトーク」で（朝日放送ラジオの放送対象地域である）関西地方の金曜日の夕方を盛り上げることを想定していた。しかし、わずか半年後の2021年3月26日放送分で終了。翌週（4月2日）からは、西森のパートナーを柴田から後輩アナウンサーの岩本計介に交代したうえで、『岩本・西森の金曜日のパパたち』が当番組の放送枠を引き継ぐ。
当番組では『浦川泰幸の金曜はウラから失礼』に続いての2部構成で、第1部を15:00 - 17:00、第2部を17:15 - 17:55に設定。日本プロ野球（NPB）レギュラーシーズンの開幕と重なった最終回も、東京ヤクルトスワローズ対阪神タイガースの開幕戦（明治神宮野球場でのナイトゲーム）を当番組の直後から『ABCフレッシュアップベースボール』としてABCの自社制作で中継することを前提に、上記の時間帯での放送を予定していた。しかし、NPBと開幕戦を主催するヤクルト球団は、新型コロナウイルス感染拡大防止策の一環で試合開始時刻を18:00から17:30へ繰り上げることを2021年3月22日（月曜日）に発表。ABCラジオでは、この発表を受けて『ABCフレッシュアップベースボール』の放送を17:25から始めることを決めたため、当番組最終回の第2部は17:15 - 17:25の10分間に短縮された。

## 放送時間
- 毎週金曜日 
  - 第1部　15:00 - 17:00
    - 『浦川泰幸の金曜はウラから失礼』時代に続いて、17:00 - 17:15の時間帯に以下の事前収録番組を編成する関係で、実際には『金曜はウラから失礼』や『ウラのウラまで浦川です』と同じく2部構成で放送。
      - 17:00 - 17:10　清水章弘の合格への道
      - 17:10 - 17:15　高野あさおの夕方ちょことーーく!

  - 第2部　17:15 - 17:55
    - プロ野球シーズン中の放送では、『浦川泰幸の金曜はウラから失礼』に続いて、「タイガースヘッドライン」（『ABCフレッシュアップベースボール』の前座コーナー）を17時台の後半に組み込む。

## パーソナリティ
- 柴田博（朝日放送テレビアナウンサー）
- 西森洋一（モンスターエンジン）
  - 『ゆかいな金曜日!』開始当初のパーソナリティであった喜多は、産後休暇中（2020年4月以降）も月に1回のペースで同番組に電話で出演していたが、当番組のレギュラー出演を見合わせた。当番組開始の時点で産後休暇の期間が残っていることに加えて、朝日放送テレビでアナウンスセンター以外の部署に勤務する夫が産前産後休暇中に東京オフィスへ異動したことに伴って、自身の実家がある関東地方での生活を再開したことによる。